# Saxifraga x baccii
Saxifraga x baccii es una planta herbácea de la familia de las saxifragáceas.   
Es un híbrido compuesto por las especies Saxifraga aretioides. Saxifraga lilacina, Saxifraga media y Saxifraga stolitzkae.

## Taxonomía
Saxifraga x baccii fue descrita por Adr.Young & Gornall y publicado en Saxifr. Mag. 1: 28 1993.
Etimología
Saxifraga: nombre genérico que viene del latín saxum, ("piedra") y frangere, ("romper, quebrar"). Estas plantas se llaman así por su capacidad, según los antiguos, de romper las piedras con sus fuertes raíces. Así lo afirmaba Plinio, por ejemplo.
baccii: epíteto
Cultivares
- Saxifraga x baccii 'Dora Ross'
- Saxifraga x baccii 'Irene Bacci'